# Acanthephippium
Acanthephippium – rodzaj roślin z rodziny storczykowatych, w skład którego wchodzi 13 gatunków. Nazwa naukowa rodzaju pochodzi od greckiego słowa acanthos, które oznacza kolczasty, oraz słowa ephippion – siodło.
Rodzaj obejmuje sympodialne storczyki naziemne i czasami myko-heterotroficzne. Występują one na obszarze tropikalnym i subtropikalnym Azji Południowo-Wschodniej, w takich krajach jak: Indie, Malezja, południowe Chiny, Birma, Tajlandia, Bangladesz i Filipiny. Rośliny rosną głównie w poszyciu leśnym, w głębokim cieniu, często przy rzekach oraz strumieniach na wysokości 500–1400 m n.p.m.

## Morfologia
Gatunki naziemne osiągają wielkość do około 80 cm. Rośliny mają pseudobulwy o długości sięgającej około 25 cm. Z ich szczytu wyrastają 2-3 duże, składane i lancetowate liście, które mogą osiągać długość do 65 cm. Prosto wzniesiony kwiatostan wyrasta z boku pseudobulw i posiada od 3 do 6 kwiatów. Kwiaty są okazałe, około 4 cm długości, listki okwiatu prosto wzniesione lub w kształcie urny (mają nietypowy kształt jak dla storczyków, ponieważ wyglądem przypominają kwiaty tulipanów). Ich okwiat ma kolor od ciemnożółtego, przez pomarańczowy do różowego, mogą występować także paski lub kropki. Kwiaty mają bardzo mocny zapach.

## Systematyka
Rodzaj sklasyfikowany do plemienia Collabieae, podrodzina epidendronowe (Epidendroideae), rodzina storczykowate (Orchidaceae), rząd szparagowce (Asparagales) w obrębie roślin jednoliściennych.
Wykaz gatunków
- Acanthephippium bicolor Lindl.
- Acanthephippium chrysoglossum Schltr.
- Acanthephippium curtisii Rchb.f.
- Acanthephippium eburneum Kraenzl.
- Acanthephippium gougahensis (Guillaumin) Seidenf.
- Acanthephippium javanicum Blume
- Acanthephippium lilacinum J.J.Wood & C.L.Chan
- Acanthephippium mantinianum L.Linden & Cogn.
- Acanthephippium parviflorum Hassk.
- Acanthephippium pictum Fukuy.
- Acanthephippium splendidum J.J.Sm.
- Acanthephippium striatum Lindl.
- Acanthephippium sylhetense Lindl.